# Любовта в мен
„Любовта в мен“ (на английски: Reign Over Me) е американски драматичен филм от 2007 г., написан и режисиран от Майк Биндър, и е продуциран от неговият брат Джейк Биндър. Във филма участват Адам Сандлър, Дон Чийдъл, Джейда Пинкет Смит, Лив Тайлър, Сафрон Бъроуз, Доналд Съдърланд и Майк Биндър.
Разпространен от „Кълъмбия Пикчърс“, филмът е пуснат по кината на 23 март 2007 г., и на DVD и Blu-ray на 9 октомври 2007 г.